# Kraftwerk Waldshut
Das Kraftwerk Waldshut ist ein Pumpspeicherkraftwerk der Schluchseewerke mit 150 MW Erzeuger- und 80 MW Pumpleistung bei Waldshut-Tiengen im Süden von Baden-Württemberg. Das Maschinenhaus mit der Schaltanlage befindet sich in Waldshut am Hochrhein der auch als Unterwasserbecken dient.
Als Oberbecken dient das Witznaubecken, welches 160 Meter höher liegt und mit dem das Kraftwerk über einen 9,4 Kilometer langen Tunnel verbunden ist, durch den bis zu 140 Kubikmeter Wasser pro Sekunde strömen.